# Martin Gerbert

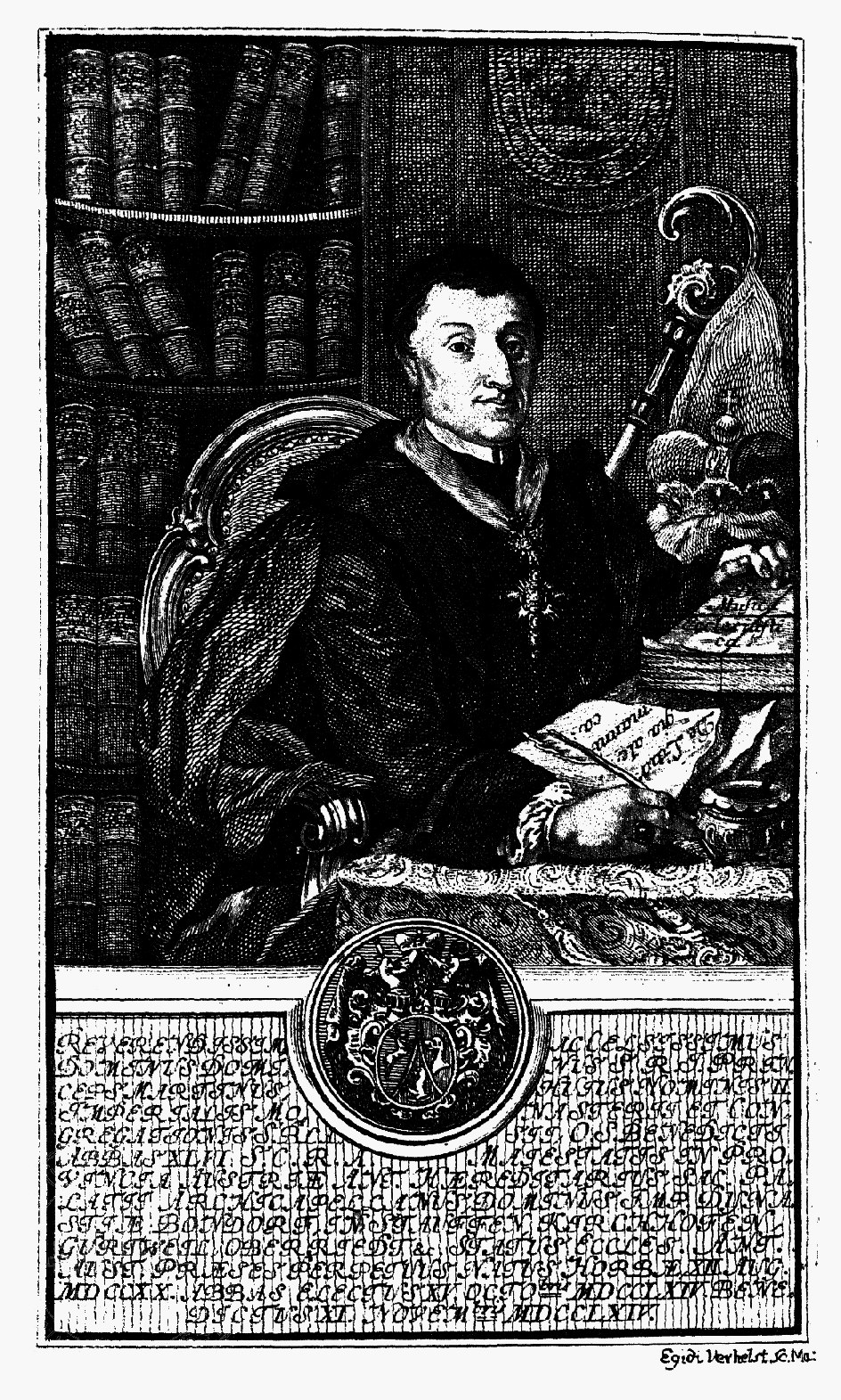
Martin Gerbert.

Martin Gerbert von Hornau, född augusti 1720, död 3 maj 1793, var en tysk munk och musikskriftställare.
Gerbert, som var abbot i Sankt Blasius benediktinkloster i Schwarzwald, företog 1760 en resa genom Tyskland, Frankrike och Italien, för att skriva av äldre musikaliska dokumnet, och vilka dedan utgavs i samlingsverket Scriptores ecclesiastici de musica sacra potissimum (3 band, 1784, ny upplaga 1905). Verket är fortfarande det viktigaste samlingsverket för kännedom om medeltida musik.